# Cos de carrabiners de costes i fronteres

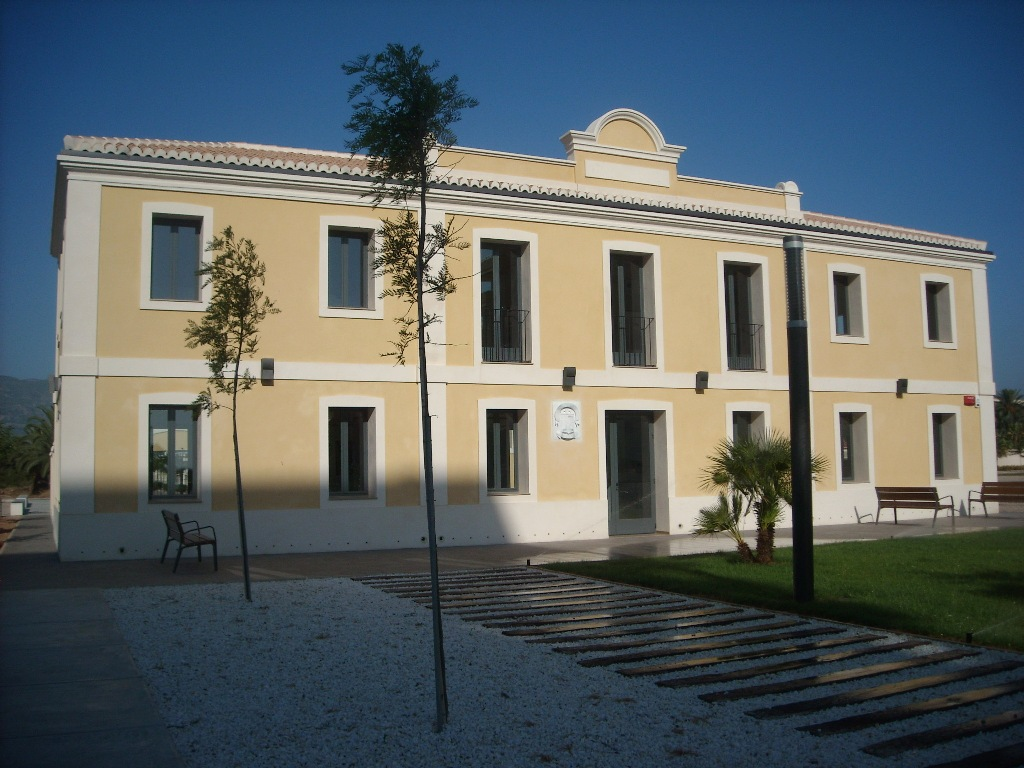
Quarter dels Carrabiners a la Platja de Xeraco, País Valencià.

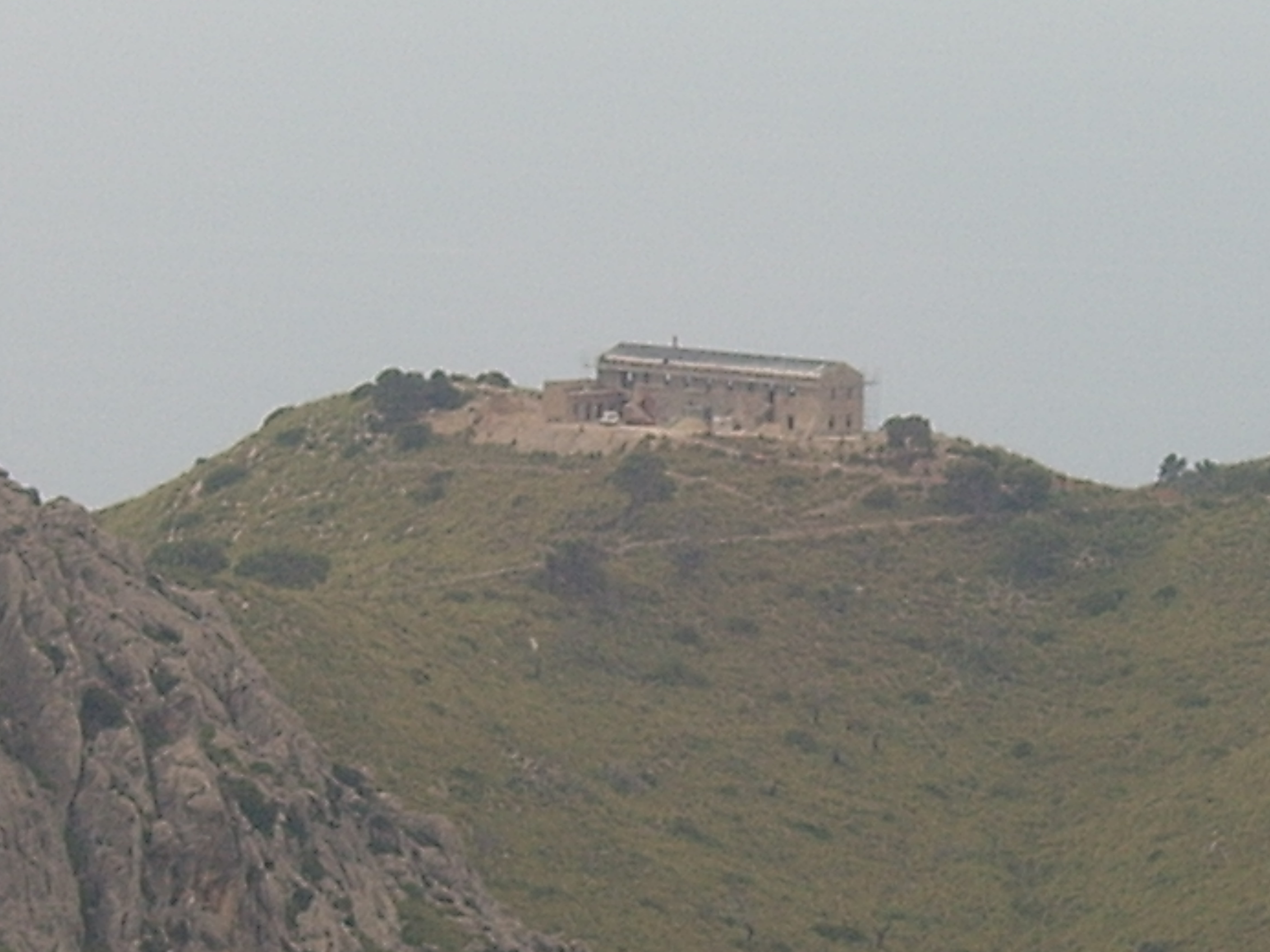
Quarter dels Carrabiners a la Serra de Tramuntana, Mallorca.

El cos de carrabiners de costes i fronteres va ser creat el 1829 i ampliat aviat amb els anomenats "del resguard civil" (destinats a duanes). La seva missió era la vigilància de costes i fronteres. Tenien presència a les fronteres terrestres, províncies marítimes i a Madrid. El lema dels Carrabiners era: Moralidad, Lealtad, Valor y Disciplina (Moralitat, Lleialtat, Valor i Disciplina) i la seva insígnia era un sol ixent amb tots els raigs a l'horitzó. Des del 1940 es van integrar a la guàrdia civil.

## Història

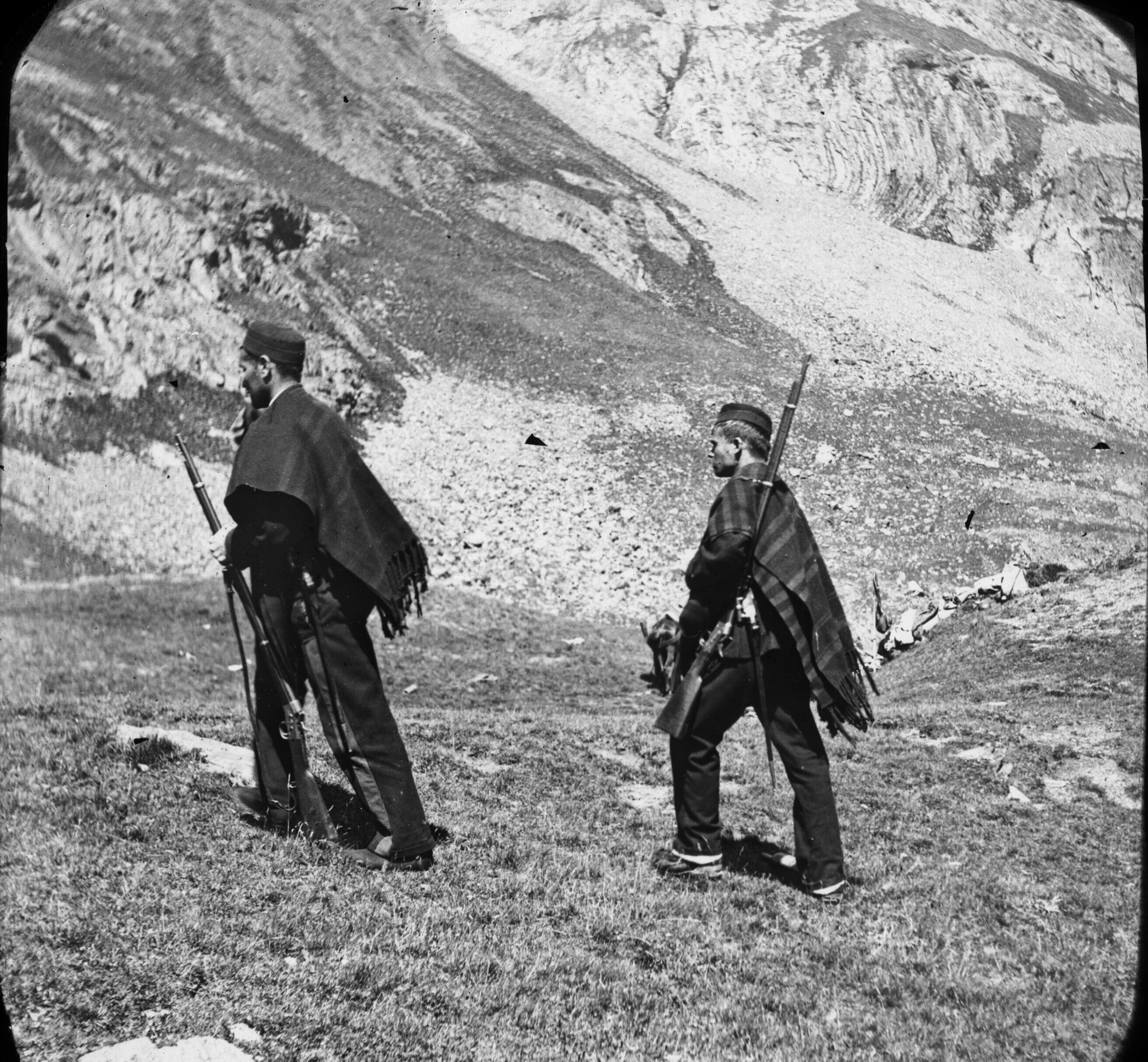
carrabiners a Luchon

Va ser fundat amb el nom de Real Cuerpo de Carabineros de Costas y Fronteras per Reial decret de Ferran VII el 9 de març de 1829 i organitzat pel Mariscal de Camp José Ramón Rodil en temps del ministre d'Hisenda Luis López Ballesteros. Pocs anys després, el 1833 passà a anomenar-se Carrabiners de la Reial Hisenda depenent de la Direcció de Rendes Estancades del Ministeri d'Hisenda. La seva dependència d'Hisenda fa que els carrabiners entrin en un estat d'abandó. El 1842 el cos de carrabiners estava totalment desacreditat i era totalment inoperant. Aquest mateix any s'encomana al mariscal de camp Martín José de Iriarte, l'organització del Cuerpo de Carabineros del Reino, per substituir als de la Reial Hisenda.
Durant la Restauració s'adscriu als Carrabiners i a la Guàrdia Civil al Ministeri de Guerra, "per als efectes d'organització i disciplina", donant-los caràcter militar mitjançant la Llei Addicional a la Constitutiva de l'Exèrcit el 19 de juliol de 1889, que desenvolupava i modificava aspectes de la Llei Constitutiva de l'Exèrcit de 1878 i que era una concreció de les funcions de les forces armades a realitzar després de la Constitució de 1876.
Des de finals del segle xix, existia el Col·legi d'Orfes de Carrabiners de San Lorenzo del Escorial. El 1929 i en agraïment al bon fer del Cos de Carrabiners i pel seu Centenari, es va erigir un Monument que avui dia encara es conserva a San Lorenzo del Escorial i a més se li va concedir la Gran Creu de Beneficència Col·lectiva i la Gran Creu de l'Ordre Civil amb distintiu negre i blanc, pels innombrables serveis prestats pels seus homes.
Durant la Guerra Civil, el cos dels Carrabiners es va alinear fonamentalment amb el Govern de la República, sent un dels cossos on menys suports va tenir la revolta del general Francisco Franco, que posteriorment es va convertir en l'elit de l'Exèrcit Popular. El 1936 el cos tenia 16.096 efectius: 3 generals, 770 caps i oficials, 1.169 suboficials i 14.154 carrabiners. Aproximadament un terç es va posar al costat dels revoltats (entre 5.000 i 6.000 homes) i dues terceres parts es van mantenir fidels a la República (uns 10.000 efectius). En el transcurs de la guerra civil, en la zona republicana van augmentar els efectius i es va arribar a la xifra d'uns 40.000 homes.

### Desaparició
Per això, després de la contesa bèl·lica, la Llei de 15 de març de 1940 promulgada per Francisco Franco fa desaparèixer el cos de carrabiners integrant-ho en la Guàrdia Civil. Així a l'article 4t de la Llei del 15 de març de 1940, podia llegir-se:
| « | Se suprimeix l'actual Inspecció General de Carrabiners, les comeses dels quals i funcions s'agruparan en una sola Secció de la Direcció general de la Guàrdia Civil al Director General De la qual passaran les atribucions conferides actualment a la Inspecció General del Cos de Carrabiners. El personal d'aquest cos estarà adscrit als diferents serveis que per aquesta Llei es fixin com a privatius del Cos de la Guàrdia Civil, en la forma que, conformement a les aptituds i condicions del seu personal, determini el Director General. | » |

En la postguerra, antics carrabiners es van unir i van constituir l'Associació d'Antics Alumnes dels Col·legis de Carrabiners amb l'objectiu de recordar el cos. També existeix a Madrid la Fraternitat de Carrabiners de la Segona República Espanyola.
Recuperada la Democràcia, la Llei 37/1984, de 22 d'octubre, de "Reconeixement de drets i serveis prestats als qui durant la Guerra Civil van formar part de les Forces Armades, Forces d'Ordre Públic i Cos de Carrabiners de la República" retorna els drets als Carrabiners. Moltes casernes d'aquest cos es van construir per les costes dels països de parla catalana, moltes de les quals s'han enderrocat.